# Mydłodrzew właściwy
Mydłodrzew właściwy (Quillaja saponaria Molina) – gatunek rośliny z rodziny mydłodrzewowatych. Pochodzi z Ameryki Południowej, gdzie rośnie w strefie klimatu umiarkowanego ciepłego na obszarze od środkowego Chile po Peru. Jest to drzewo rosnące w naturze w różnych siedliskach, a poza tym uprawiane w różnych krajach. Jego kora zawiera 5% saponin i tradycyjnie używana jako substytut mydła, współcześnie od dziesięcioleci jest do wyrobu mydeł piorących, szamponów, jako środek pianotwórczy przy wyrobie gaśnic i w piwowarstwie, emulgator w produktach spożywczych, środek do wyrobu roztworów zwilżających w fotografii. Gatunek wykorzystywany jest także jako surowiec do wyrobu ziołowych leków wykrztuśnych i sadzony jest jako drzewo ozdobne.
Duże zapotrzebowanie na surowiec spowodowało ograniczenie zasobów gatunku w naturze.

## Morfologia
PokrójZimozielone drzewa osiągające 15 m w naturze i 10 m w uprawie poza naturalnym zasięgiem. Rośnie też w formie krzewiastej (wielopniowej). Kora gruba, ciemna. Pień może osiągnąć 1 m średnicy. Pędy omszone.
LiścieSkrętoległe. Blaszka skórzasta, naga, eliptyczna, całobrzega lub z drobnymi, nieregularnymi ząbkami, o długości 2–4 cm i szerokości 1–2,5 cm. Ogonek krótki, do 0,2 cm. Przylistki drobne i szybko odpadające.
KwiatyKwiaty pięciokrotne, białe, o średnicy do 1,5 cm.
OwoceZłożone z pięciu pękających skórzastych torebek o średnicy 2,5 cm.

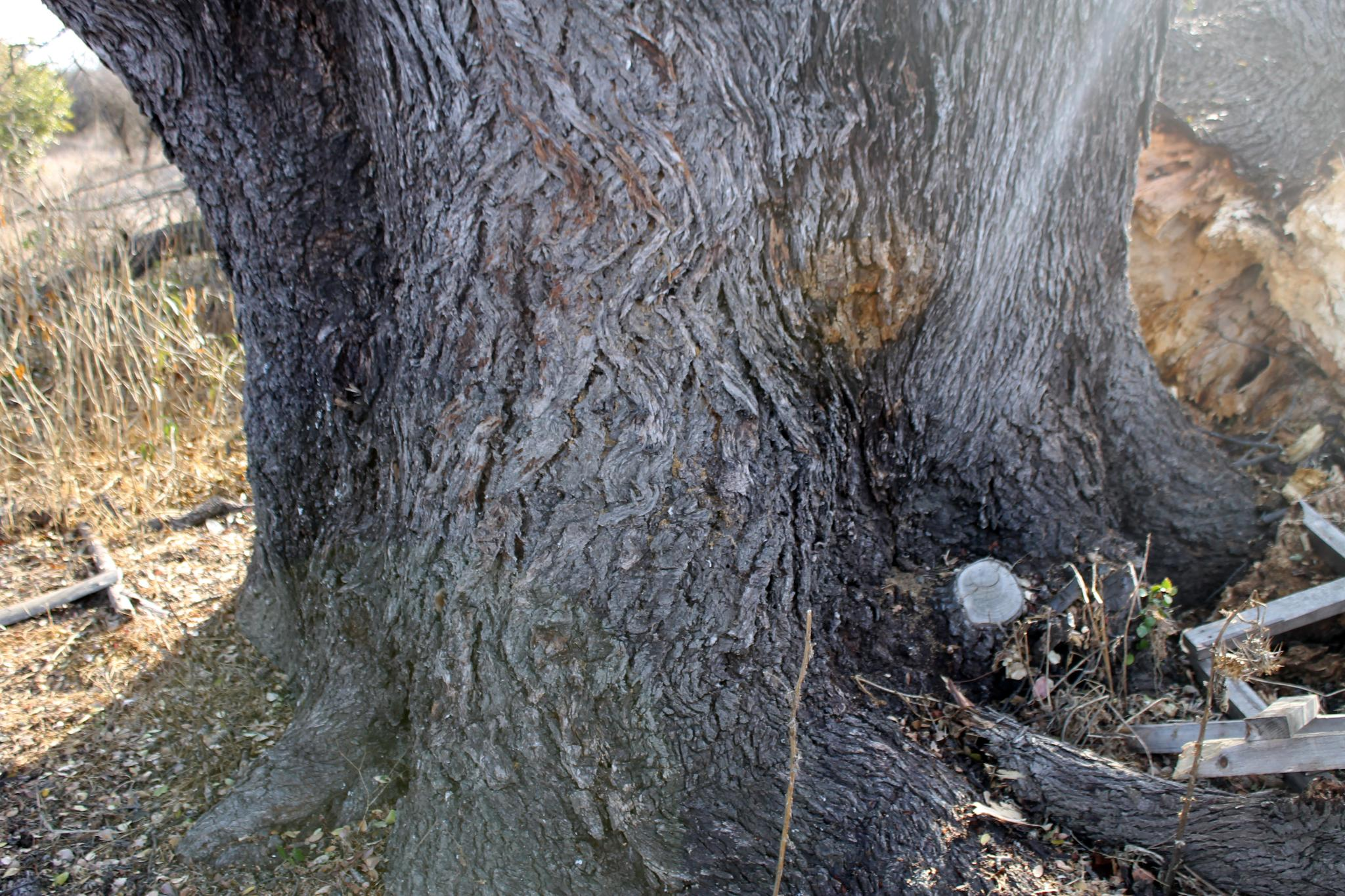
Pień
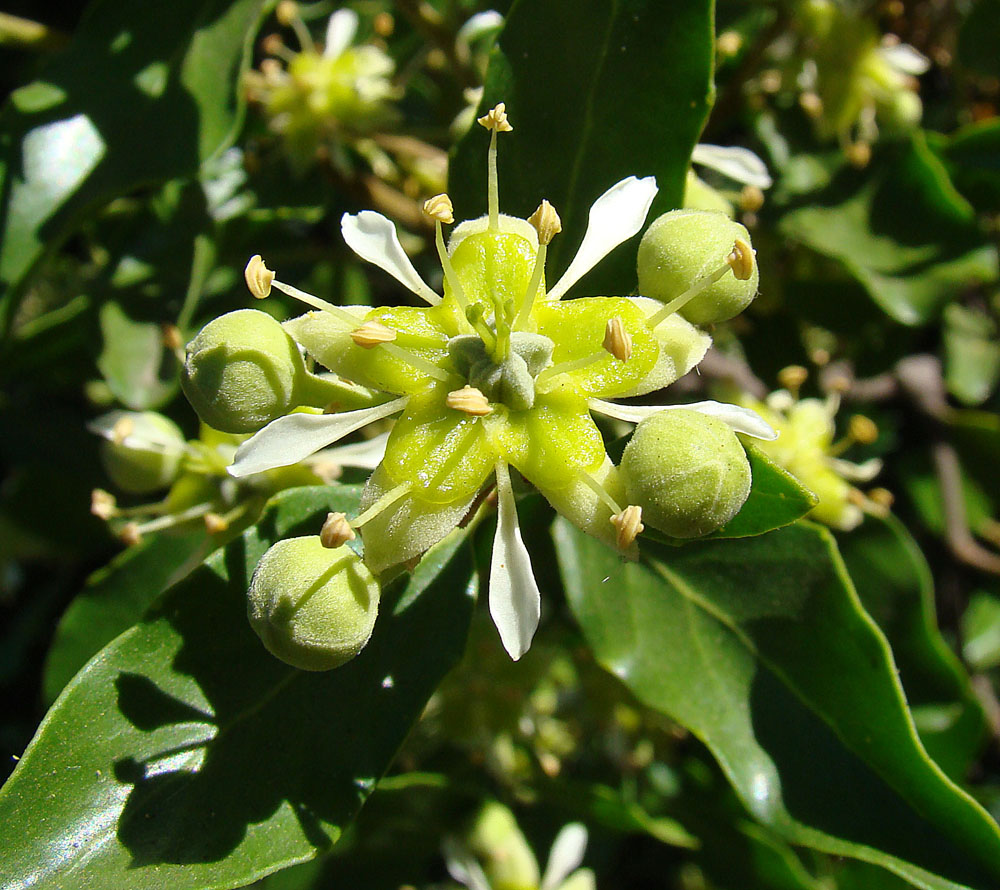
Kwiat
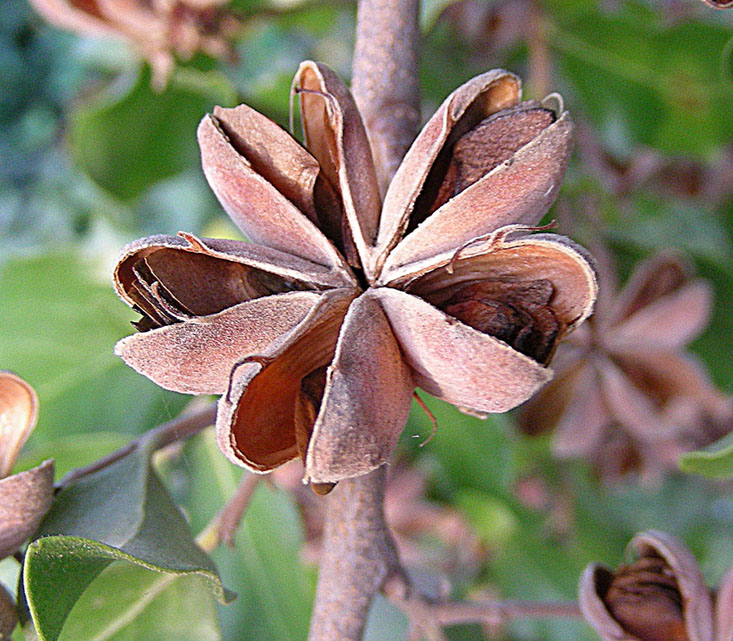
Owoc